# Rodovia Ayrton Senna
La  Rodovia Ayrton Senna  ou Via Ayrton Senna est une autoroute de l'État de São Paulo au Brésil codifiée SP-70.